# جورج فيليرز، دوق بكنغهام الأول
جورج فيليرز دوق بكنغهام الأول (بالإنجليزية: George Villiers, 1st Duke of Buckingham) (1592 - 1628م). هو أحد نبلاء إنجلترا والحاكم الفعلي لإنجلترا في السنوات الأخيرة للملك جيمس الأول والسنوات الثلاث الأولى للملك تشارلز الأول. وهو أوّل من نال لقب دوق باكنغهام. وعلى الرغم من أنه كان أحد المقربين للملكين، إلا أنه كان مكروهًا لدرجة بعيدة من قبل الشعب الإنجليزي. وكانت حملاته العسكرية كثيرًا ما تبوء بالفشل. واتهم بالتقصير بعد حملته البحرية الفاشلة على ميناء قادس البحري الإسباني. وقد أنقذه تشارلز الأول من الموت. وعند عودته من حملة قام بها إلى فرنسا اغتاله جون فلتون أحد ضباط الجيش الساخطين.

## روابط خارجية
- جورج فيليرز، دوق بكنغهام الأول على موقع الموسوعة البريطانية (الإنجليزية)